# Marc Raquil
Marc Raquil (Créteil, 2 april 1977) is een Franse atleet, die zich vooral heeft toegelegd op de 400 m. Hij heeft op deze afstand diverse belangrijke overwinningen geboekt, zowel individueel als in estafetteverband. Hij nam eenmaal deel aan de Olympische Spelen, maar won hierbij geen medailles.

## Biografie
Zijn beste individuele prestatie op deze afstand was de gouden medaille die hij won bij de Europese kampioenschappen van 2006 in Göteborg. Met het Franse 4 x 400 m estafetteteam werd Raquil in 2003 kampioen bij de wereldkampioenschappen in Parijs, evenals in 2005 bij de Europese indoor- en in 2006 bij de Europese kampioenschappen.
Daarvóór was Raquil op de Olympische Spelen van 2000 met het Franse estafetteteam al vierde geworden. De wereldtitel in 2003 kregen de Fransen Leslie Djhone, Naman Keïta, Stéphane Diagana en Marc Raquil overigens pas in tweede instantie. Het Amerikaanse estafetteteam had de wedstrijd namelijk gewonnen. Maar nadat een van de Amerikanen, Calvin Harrison, op doping was betrapt, werd deze ploeg uit de uitslagen geschrapt. De Europese indoortitel in 2005 behaalde Raquil samen met Richard Maunier, Remi Wallard en Brice Panel.
Raquil is een bijzondere atleet. De meeste 400-meterlopers richten hun wedstrijd zo in, dat zij snel van start gaan om vervolgens te proberen het bereikte tempo zo lang mogelijk vast te houden. Raquil staat echter bekend als een gematigde starter, die naar de finish toe nog weet te versnellen. Deze eigenschap maakt hem tot een ideale laatste loper in estafetteverband. Vermoedt hij enige vorm van verslapping bij zijn tegenstander, dan slaagt hij er vrijwel altijd in om deze nog in te halen. Het sterkst kwam dit naar voren tijdens de 4 x 400 m estafettefinale op de EK 2006 in Göteborg. Het Poolse team lag aan de leiding, maar Raquil kaapte de gouden medaille voor de neus weg van zijn Poolse tegenstander door deze op het laatste rechte eind te verslaan.
Bij de wereldkampioenschappen in Osaka in 2007 kon de Franse atleet zijn opvallende kwaliteiten echter niet opnieuw tonen. Op 18 juli 2007 werd bekend dat Raquil bij atletiekwedstrijden in Metz een dijbeenblessure had opgelopen. In verband hiermee moest hij het een vijftal weken rustig aan doen, waardoor hij de WK helaas aan zich voorbij moet laten gaan.

## Titels
- Wereldkampioen 4 x 400 m - 2003
- Europees kampioen 400 m - 2006
- Europees kampioen 4 x 400 m - 2006
- Europees indoorkampioen 4 x 400 m - 2005
- Frans indoorkampioen 400 m - 2000
- Frans kampioen 400 m - 2002, 2004, 2005

## Persoonlijke records
Outdoor
| Onderdeel | Prestatie | Datum             | Plaats    |
| --------- | --------- | ----------------- | --------- |
| 200 m     | 21,03     | 1 januari 2001    |           |
| 300 m     | 32,46     | 17 juli 2001      | Montauban |
| 400 m     | 44,79     | 26 augustus 2003  | Parijs    |
| 800 m     | 1.50,90   | 16 september 2003 | Tomblaine |

Indoor
| Onderdeel | Prestatie | Datum            | Plaats |
| --------- | --------- | ---------------- | ------ |
| 400 m     | 46,34 s   | 20 februari 2000 | Liévin |

## Palmares

### 400 m
Kampioenschappen
- 2000:  EK indoor - 47,28 s
- 2003:  Europacup - 44,88 s
- 2003:  WK - 44,79 s (nat. rec.) (na DSQ van Jerome Young in verband met doping)
- 2005: 5e Wereldbekerfinale - 45,96 s
- 2005:  Europacup - 45,80 s
- 2006:  Europacup - 45,89 s
- 2006:  EK - 45,02 s
- 2006: 7e Wereldbekerfinale - 45,75 s
- 2006: 7e Wereldbeker - 46,26 s

Golden League-podiumplek
- 2003:  ISTAF – 45,27 s

### 4 x 400 m estafette
- 1999: 5e WK - 3.00,59
- 2000: 5e OS - 3.01,02
- 2003:  WK - 2.58,96
- 2005:  EK indoor - 3.07,90
- 2005: 6e WK - 3.03,10
- 2006:  EK - 3.01,10
- 2006: 4e Wereldbeker - 3.03,85